# Тольяттинский художественный музей
Тольяттинский художественный музей — профессиональный художественный музей в Тольятти, осуществляющий сбор, хранение, изучение и публикацию музейных предметов и музейных коллекций.

## История
Тольяттинский художественный музей (первоначально Тольяттинская картинная галерея) был открыт в 1987 году к празднованию 250-летия Ставрополя-Тольятти. Первоначально он имел статус филиала Куйбышевского художественного музея. У истоков создания музея стояли яркие личности: Аннета Яковлевна Басс — директор Куйбышевского художественного музея, Леонид Станиславович Пахута — заведующий отделом культуры Тольяттинского горисполкома, Геральд Борисович Кривощеков — первый директор Тольяттинской картинной галереи (ТКГ), Петр Петрович Ольферт, впоследствии возглавивший ТКГ. В 1992 году галерея получила самостоятельность и была преобразована в муниципальное учреждение культуры художественный музей «Тольяттинская картинная галерея». В 2007 году учреждению был присвоен новый статус — муниципальное учреждение культуры «Тольяттинский художественный музей».
Главная задача художественного музея — комплектование коллекции современного искусства XX-XXI вв., сохранение пласта изобразительного искусства второй половины XX века, а именно, изобразительного искусства 70-80-х годов периода СССР и 90-х годов России.

## Музей в настоящее время

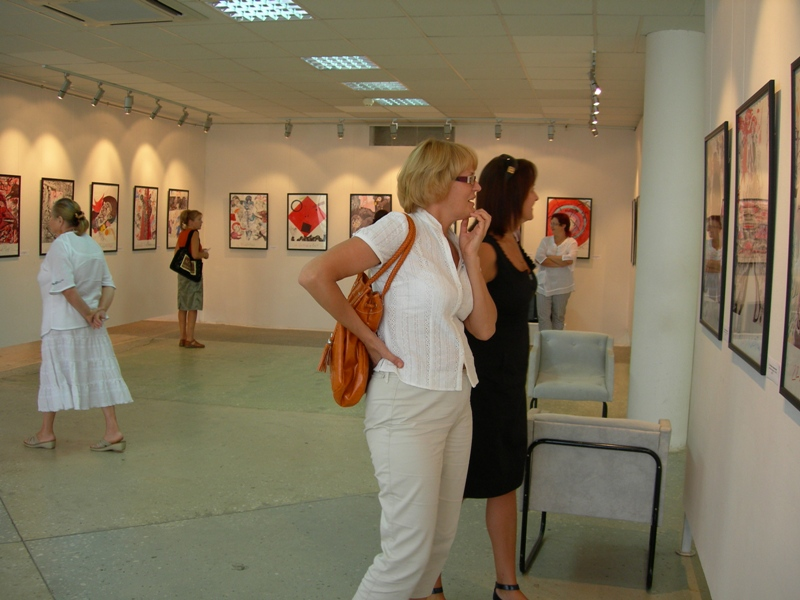
Тольяттинский художественный музей. Выставка М. Кантора «Метрополис. Атлас». 2008 год

Тольяттинский художественный музей занимает часть первого этажа современного жилого здания 1970-х годов. Общая площадь составляет 861,5 кв. м., площадь экспозиции — 415 кв. м. В музее есть свой небольшой лекционный зал для проведения лекций по мировому изобразительному искусству.
С 2005 года в музее создан Попечительский совет, благодаря которому в городе были показаны интересные выставки из ведущих музеев России, например, «Северная столица» (г. Санкт-Петербург), «От Дюрера до Гойи. Три века европейской гравюры» — выставка из собрания Ирбитского государственного музея изобразительных искусств, выставка Зураба Церетели (г. Москва), «Итальянское искусство XX века» (г. Киров), «Выставка китайских художников» (г.Лоян), выставка школы С. Андрияки (г.Москва).
Художественный музей является центром художественной жизни города. С 1997 года для детей и юношества для детей в возрасте от 3 до 14 лет музей устраивает конкурс художественного творчества «Радужка», лучшие работы которого поступают в фонд музея. Для взрослых художников музей проводит конкурс «Художественное произведение года». Независимое жюри определяет победителей в номинациях: «живопись», «графика», «скульптура», «декоративно-прикладное искусство».

## Коллекция
С момента создания деятельность музея ведется в двух основных направлениях — формирование коллекции и проведение художественных выставок. В настоящее время фонды музея насчитывают более восьми тысяч произведений живописи, графики, скульптуры, декоративно-прикладного искусства. Большинство из них создано во второй половине XX в. Основой коллекции являются живопись и графика, переданные музею дирекцией выставок Союза художников СССР и Республиканским центром художественных выставок и пропаганды изобразительного искусства Министерства культуры РСФСР. Благодаря этому в коллекцию живописи ТХМ вошли произведения Е. А. Асламазян, Л. И. Табенкина, Д. А. Налбандяна, Н. Н. Брандта, М. К. Кантора, М. П. Кончаловского. В коллекции графики хранятся: гравюры на картоне Г. В. Ковенчука, офорты С. М. Никиреева, автолитографии Э. Б. Бернштейна, иллюстрации М. М. Мечева к «Повести временных лет», 50 произведений китайской графики, подаренные Лоянским домом художников. Интересны коллекции художественного стекла, детского рисунка.
В коллекции музея широко представлены тольяттинские художники — Сергей Кондулуков, Владимир Сабаев, Байрам Саламов, Валерий Филиппов, Татьяна Чирикова, Татьяна Минсафина, Виктор Петров, Михаил Лёзин и другие.